# 桂林-南宁城际快速列车
桂林-南宁城际快速列车是中国铁路运行于广西首府南宁至桂林之间的一对已停运的快速旅客列车，车次为K9302/9303次，由南宁铁路局南宁客运段负责客运任务。列车使用中国铁路25G型客车，沿湘桂铁路，途经南宁、来宾、柳州、桂林。全程431公里，其中南宁站至桂林站区间，运行6小时00分，使用车次为K9302次；桂林站至南宁站区间运行5小时34分，使用车次为K9303次。
注意：除了K9302/K9303次列车之外，南宁铁路局还一度开行了T8701/8702次列车和K9339/9340次列车，同样也是运行于南宁到桂林之间。因此在本条目中，三趟列车合称为桂林-南宁城际快速列车。

## K9302/K9303次列车

### 历史
K9302/K9303次列车开行于2003年11月，当时使用的车次为N803/804次，后在2007年改为N703/702次，2009年又改为K9302/9303次。

### 车底编组
K9302/K9303次列车曾经长时间使用双层25B型客车车体，后由于桂林站第二站台改建，在2013年7月，K9302/K9303次列车更换单层25G型客车车体。2013年12月27日，K9302/K9303次列车停运。

## T8721/8722次列车

### 历史
T8721/8722次列车开行于2007年8月，当时使用的车次为N721/722次。后来车次改为T8721/8722次，直至2013年10月停运。

### 车底编组
在运营初期，T8721/8722次列车使用从北京铁路局调至南宁铁路局的神州号NZJ2型柴油动车组，机车和拖车分别配属于南宁机务段（宁局邕段）和南宁车辆段（宁局南段）。后在2012年更换为双层25B型客车车体。在2013年7月，T8721/8722次列车更换单层25G型客车车体。

## K9339/9340次列车

### 历史
K9339/9340次列车为南宁铁路局在2013年中秋节小长假以及国庆节大长假期间所增开的一对临时旅客列车。